# Поросан (Долина Аосте)
Поросан је насеље у Италији у округу Долина Аосте, региону Долина Аосте.
Према процени из 2011. у насељу је живело 565 становника. Насеље се налази на надморској висини од 728 м.